# Howdy!
Howdy! è il settimo album in studio del gruppo musicale britannico Teenage Fanclub, pubblicato nel 2000.

## Tracce
1. I Need Direction – 4:11 (Gerard Love)
2. I Can't Find My Way Home – 4:38 (Raymond McGinley)
3. Accidental Life – 3:10 (Norman Blake)
4. Near You – 4:22 (Love)
5. Happiness – 3:53 (McGinley)
6. Dumb Dumb Dumb – 3:19 (Blake)
7. The Town and the City – 4:18 (Love)
8. The Sun Shines from You – 3:24 (McGinley)
9. Straight and Narrow – 2:11 (Blake)
10. Cul De Sac – 5:15 (Love)
11. My Uptight Life – 6:55 (McGinley)
12. If I Never See You Again – 2:26 (Blake)

## Formazione
- Norman Blake - voce, chitarra
- Gerard Love - voce, basso
- Raymond McGinley - voce, chitarra
- Finlay MacDonald - voce, tastiera, chitarra
- Paul Quinn - batteria
- Megan Childs - violino
- Mick Cooke - tromba, tuba
- Sharon Fitzgerald - corno francese
- Nick Brine - cori